# Коцюбинська Віра Устимівна
Ві́ра Усти́мівна Коцюби́нська, до шлюбу Дейша (22 вересня 1863, Ржев — †1921, Чернігів) — революціонерка та громадська діячка, політув'язнена Російської імперії. Засновниця першої української школи в Чернігові. Дружина Михайла Коцюбинського.

## Ранні роки

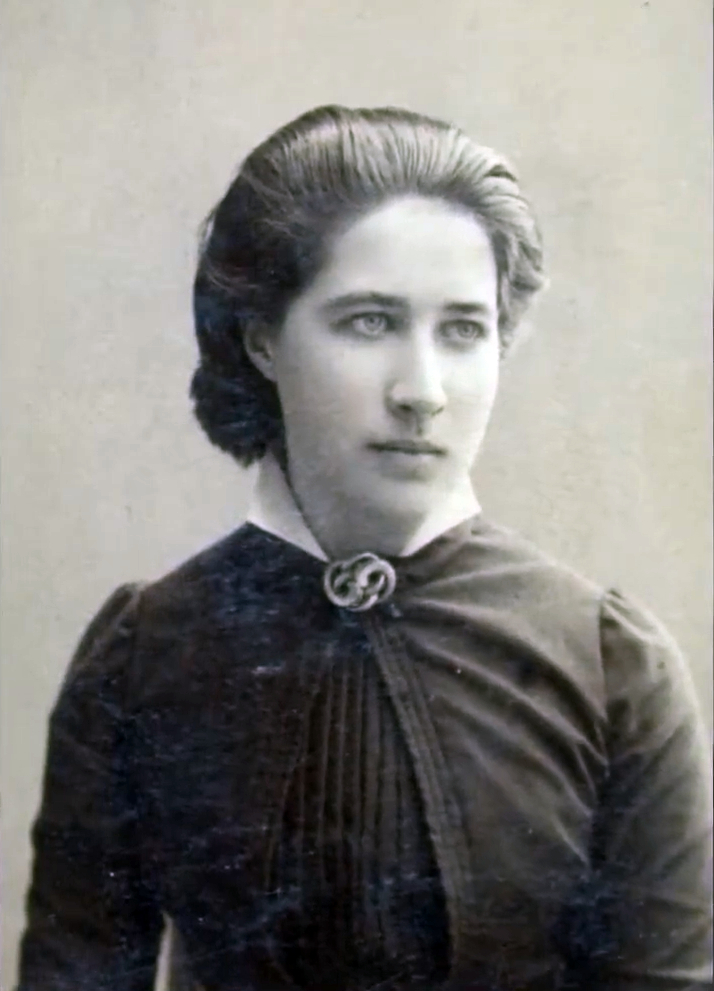
Віра Дейша, 1887

Віра Дейша походила з дворян, з роду Гортинських. Батько її із запорожців. Його пращур на прізвище Діжа був «знатный войсковой товарищ Запорожской Сечи». Після її зруйнування дістав дворянство й змінив прізвище на Дейша.
Народилась Віра 22 вересня 1863 року в Ржеві, що тоді входив до Тверської губернії. Коли помер батько Віри, мати, Юлія Степанівна Дейша, з дітьми повернулася до України, де оселилась у Чернігові. Там жив брат — відомий лікар Василь Степанович Гортинський, який зробив сестрі протекцію на дуже відповідальну посаду. Мати була освіченою жінкою, закінчила Смольний інститут благородних дівиць у Петербурзі, знала іноземні мови, грала на фортепіано. Тому отримала посаду начальниці Чернігівського єпархіального училища, виховуючи самостійно трьох дітей.
Освіту Віра Дейша здобула в Чернігівській гімназії і деякий час працювала в жіночому духовному училищі, викладаючи французьку, математику та каліграфію.
|  | «Прекрасний жіночий лоб, темне стрижене волосся до плечей і величезні сині очі, серйозні, що вдивляються уважно… у мене після зустрічі на душі світлий сум і радість, що є на світі такі чудові дівчата» |

 — так описав Віру Дейшу у ті роки студент, а згодом письменник Вікентій Вересаєв.
Продовжила навчання в Петербурзі на вищих Бестужевських курсах на природничому факультеті. В той час уряд здійснював перепони щодо вступу дівчат до вищих навчальних закладів, продовжити навчання було непросто, батьків зобов'язували утримувати дочок протягом усього навчання. Тому успіхів в освіті досягали лише цілеспрямовані, з активною життєвою позицією. Такою була й Віра Дейша.

## Громадська діяльність

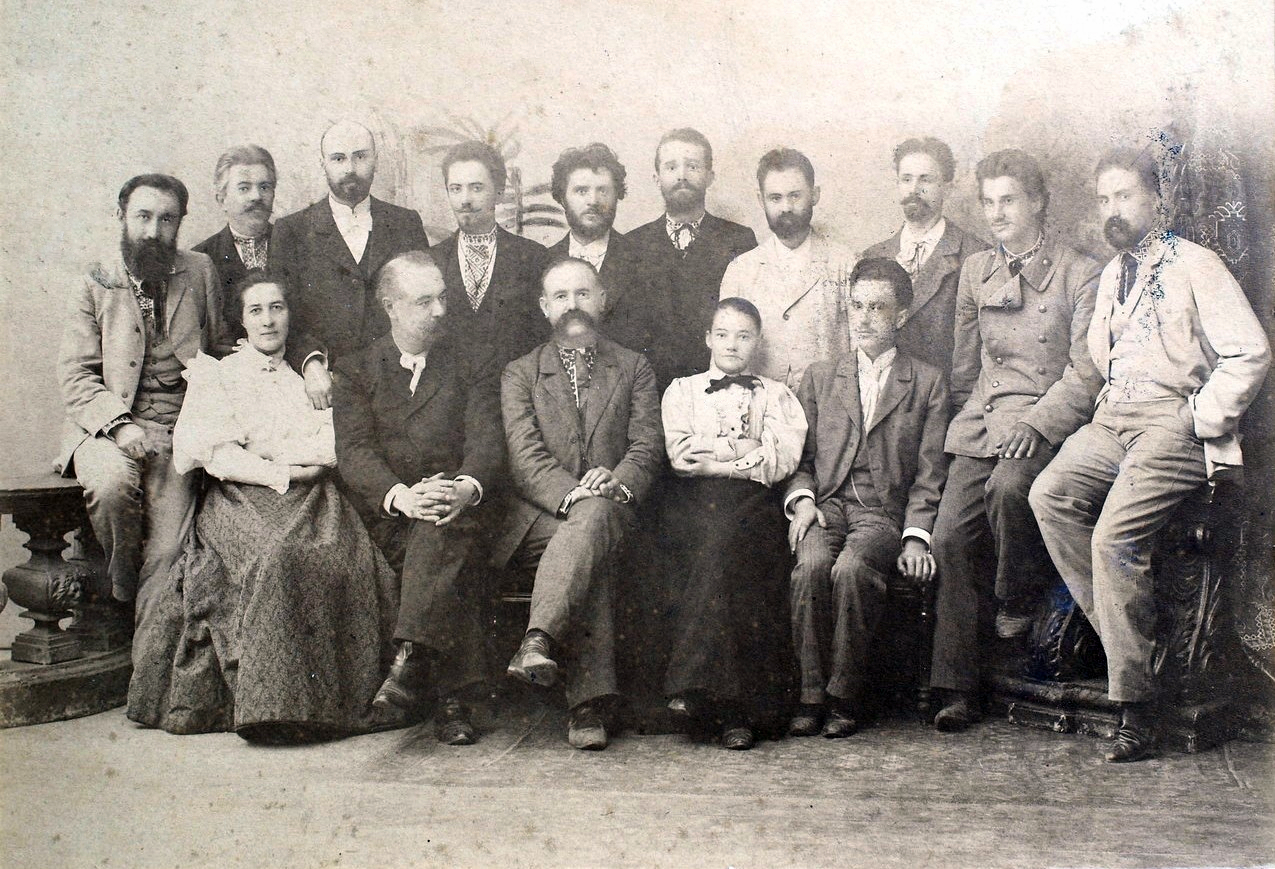
Члени Чернігівської Громади з гостями з інших регіонів, 1898 р. Зліва направо перший ряд: Віра Коцюбинська, Ілля Шраг, Микола Левитський (Херсонська губ.), Ф. Шкуркіна, Роман Сембратович (Галичина); другий ряд: Борис Грінченко, Володимир Самійленко, Михайло Коцюбинський, Денис Лукіянович (Галичина), Григорій Коваленко, Іван Руденко, Аркадій Верзилов, А.Балика, Василь Доманицький (Київ), Олександр Леонідович Глібов.

У Петербурзі Віра Дейша поринає в революційну і громадську роботу, активно спілкується, розширює світогляд, включається в український націоналістичний рух. Після повернення до Чернігова — активна учасниця громадських організацій: членкиня правління громадської бібліотеки, української «Громади» та інших молодіжних гуртків.
1896, на вимогу Варшавського жандармського управління, на Дейшу накладають суворий домашній арешт. Ситуація ускладнювалась тим, що мати була у передсмертному стані і потребувала спокою. Смерть матері збіглася з арештом Віри й переведенням її до в'язниці. Причиною арешту стало звинувачення у зв'язках із заарештованим у Варшаві колишнім чернігівським семінаристом Ф. Свидерським, автором популярної брошури «Труд і капітал». Згодом Дейшу перевели до Варшавської тюрми в одиночну камеру:
|  | «Кам'яний темний мішок з слизькою від вогкості й бруду долівкою, по якій вдень повзали стоноги, а вночі зчиняли метушню пацюки, з парашею в кутку, від якої тяжко було дихати; з віконцем десь там, під стелею, яке пропускало крізь ґрати сумне непевне сіре світло зимового дня. Два кроки вперед, два — назад» |

 — таким згадувала місце свого заточення Віра Дейша.
    
Звільнили з в'язниці через сім місяців, віддавши на поруки. Деякий час жила в Москві у брата, а потім повернулась додому, в Чернігів. За часів Скоропадського заарештована «за сина» — червоного командарма Юрія Коцюбинського.

## З Коцюбинським

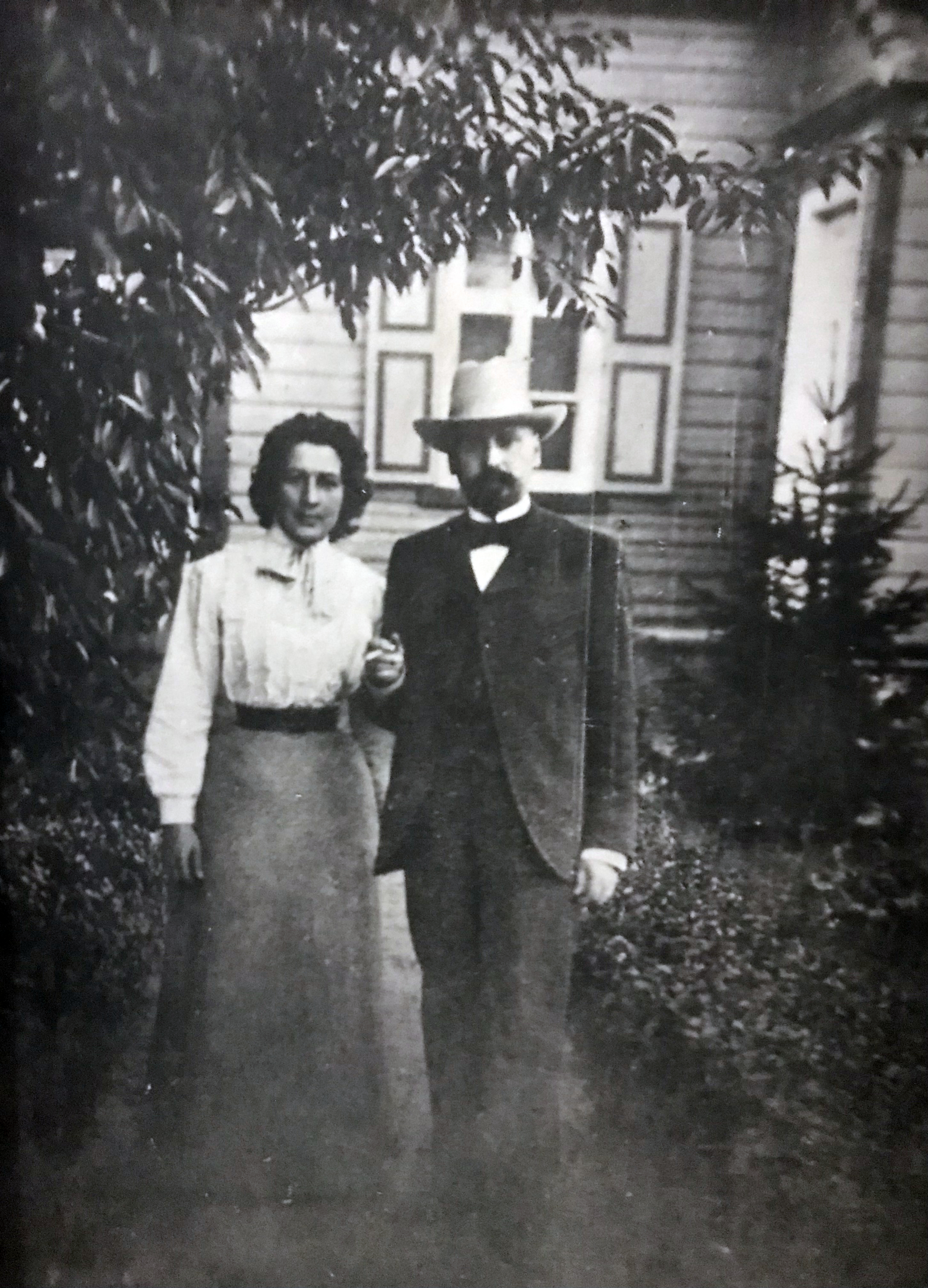
Михайло і Віра Коцюбинські біля свого будинку в Чернігові по вул. Сіверянській, 1902 р.

Громадська діяльність сприяла знайомству з Михайлом Коцюбинським у Києві на з'їзді «Громади» у 1894 р., куди вони були делеговані. Згодом, діставши запрошення В. Т. Андрієвського та Б. Грінченка, Коцюбинський приїздить у Чернігів, де знову зустрічається з Дейшею. В січні 1896 р. вони одружилися. Якийсь час мешкали у Вінниці. Листування з Коцюбинським тривало 17 років (від 1896 до середини 1913-го). У найповнішому (семитомному) зібранні Коцюбинського листи займають чи не більше обсягу за його прозу.
Віра Дейша народила чотирьох дітей, турбувалась про побут, створювала умови для роботи, відпочинку, закордонного лікування чоловіка. Вечорами грала за роялем, маючи талант, навчила музики дочок. Під час гостини М. В. Лисенка отримала в подарунок ноти, які й нині зберігаються в музеї М. Коцюбинського.
З чоловіком брала участь у роботі громадської бібліотеки, музично-драматичного товариства, комісії з народної освіти, допомагала організовувати «Просвіту» й активно в ній працювала. У всілякі урядові інстанції з Чернігова йшли листи з підписом Віри Коцюбинської. Вона організовувала літературно-музичні вечори для дітей, концерти й лекції від «Просвіти». Була першою слухачкою творів Коцюбинського. Як писав він з Капрі:
|  | Досадно, що не можу тобі читати того, що написав, ти єдиний мій критик, якому я вірю і на смак якого покладаюсь. |

У Чернігові Михайло Коцюбинський завів роман з молодшою від нього на 16 років Олександрою Іванівною Аплаксіною (1880—1973). Він написав до неї понад 300 листів. Ці стосунки закінчилися 1907 року, коли з анонімного листа про них дізналася Віра. Вона змусила чоловіка дати слово не залишати родину.
Після смерті чоловіка в 1913-му Віра Коцюбинська продовжувала громадську роботу. Вона створює першу українську школу ім. Б. Грінченка, турбується про збереження спадщини чоловіка, передавши її в музей В. Тарновського з умовою, щоб нічого й ніколи не вивозили за межі Чернігова.
Померла Віра Дейша у 1921 році, повертаючись із евакуації, від тифу. Похована поруч із чоловіком на Болдиній горі.

## Родина

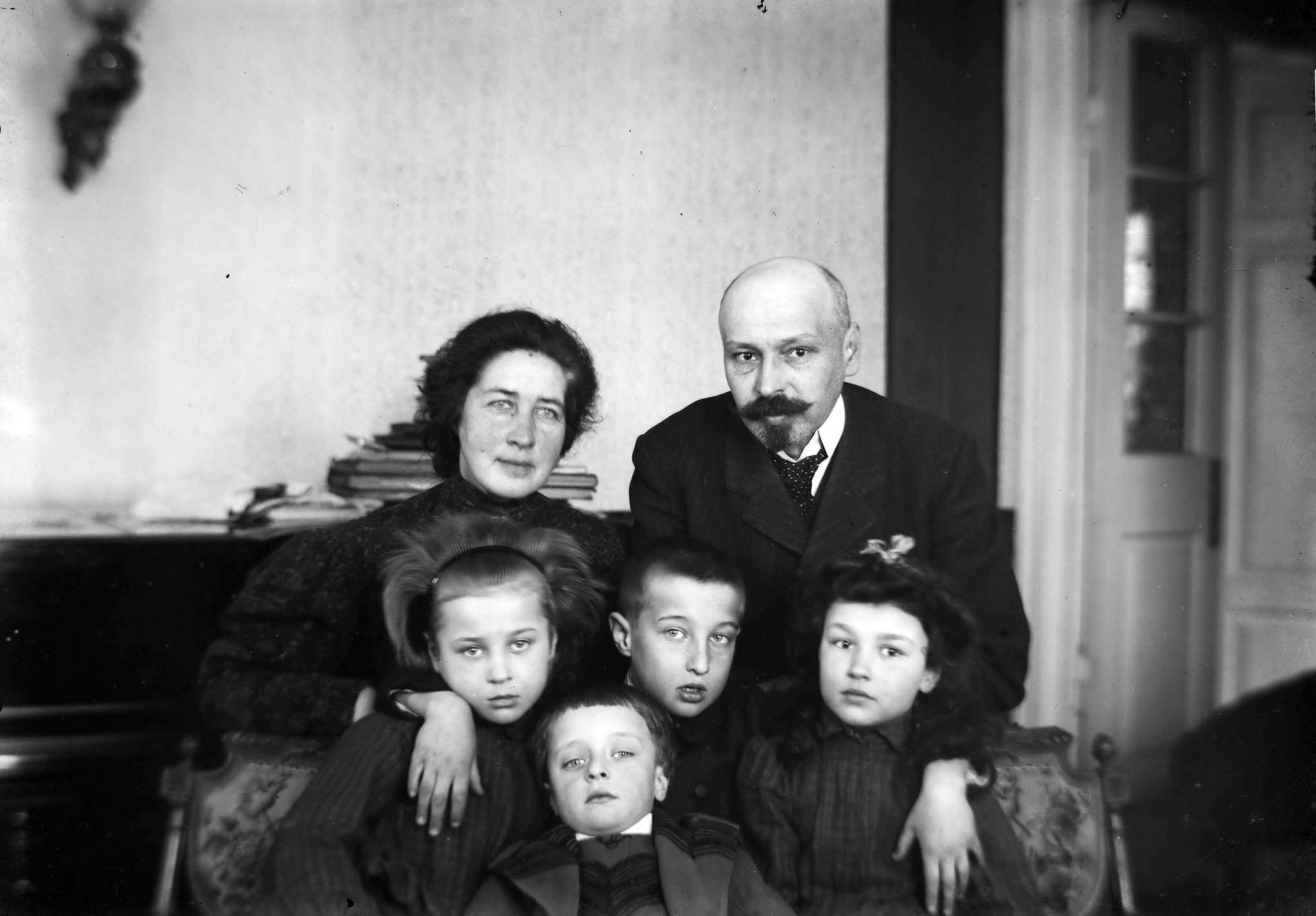
Віра Коцюбинська з Чоловіком та дітьми. Зліва направо: Ірина, Віра, Роман, Юрій, Михайло, Оксана.

В шлюбі з Коцюбинським Віра Дейша народила чотирьох дітей:
- Юрій (1896—1937) — під час українсько-більшовицької війни один з більшовицьких ватажків в Україні, в подальшому партійний та державний діяч УСРР, розстріляний за часів сталінського терору. Одружений (з 1919) з більшовичкою Ольгою Петрівною Бош (пом. 1966), донькою Євгенії Бош. Син Олег, дівчинка з сиротинця;
- Оксана (1898—1920) — воювала у складі Червоного козацтва, одружена з Віталієм Примаковим;
- Ірина (1899—1977) — юристка, з 1950-тих директорка Чернігівського музею Коцюбинського, з 1965 року — кандидатка філологічних наук. Заслужена працівниця культури України. Одружена з червоним козаком, надалі енкаведистом Абрамом Данишевським, мати Юрія (помер трирічним) та Флоріана (1921—1991);
- Роман (1901—1939) — під час українсько-більшовицької війни воював у складі Червоного козацтва, був чекістом. Потім працював тривалий час на партійній роботі в Одесі та науково-освітній в Академії наук у Харкові, був директором музею батька у Вінниці. Репресований та розстріляний. Син від другого шлюбу з Оленою Писаревською Юлій (1934—2000) — літературознавець.[4]